# Bazîlivșciîna, Mașivka
Bazîlivșciîna (în ucraineană Базилівщина) este o comună în raionul Mașivka, regiunea Poltava, Ucraina, formată numai din satul de reședință.

## Demografie
Componența lingvistică a comunei Bazîlivșciîna
     Ucraineană (94,81%)
     Rusă (4,77%)
     Alte limbi (0,42%)
Conform recensământului din 2001, majoritatea populației comunei Bazîlivșciîna era vorbitoare de ucraineană (94,81%), existând în minoritate și vorbitori de rusă (4,77%).